# Normatieve grammatica
De prescriptieve of normatieve grammatica beschrijft de taal met als doel aanwijzingen te geven voor juist taalgebruik. Dit doel kan in een algemeen voorlichtende context worden nagestreefd. Het doel kan ook educatief/pedagogisch zijn. 

## Begrippen
Aan discussies over "taalgebruik", over "goed" en "fout" liggen vaak verschillen van inzicht ten grondslag. Opvattingen over taal en taalgebruik lopen zeer uiteen. De belangrijkste benaderingen zijn de descriptieve en de normatieve. De descriptieve grammatica is beschrijvend, de normatieve geeft aanwijzingen en wenken.
Hoewel de begrippen prescriptief en normatief elkaar goeddeels overlappen, is het laatste begrip iets ruimer. De normatieve grammatica omvat voorschriften en is in dat opzicht prescriptief. Zij geeft echter ook verbodsbepalingen. Die worden proscriptief genoemd.

## De descriptieve benadering
De taalwetenschap heeft als belangrijke taak de verschijnselen in de taal te beschrijven. Dit houdt in dat taalregels, maar ook praktijkgevallen van taalgebruik, worden geconstateerd, geïnventariseerd, en vaak ook gesystematiseerd. Daarbij wordt geen waardeoordeel uitgesproken; er worden veeleer waarnemingen gedaan. Gepoogd wordt tot een veelomvattende beschrijving te komen, waarin alle regels in hun samenhang een plaats vinden.
Een aantal van deze waarnemingen betreft veranderingen in het taalgebruik. Vaak zijn het die veranderingen die bij de taalgebruiker tot verhit debat leiden, terwijl zij bij de taalwetenschapper juist voorwerp van studie zijn.

## De normatieve benadering
Aan dat verhitte debat ligt een normatieve opvatting ten grondslag; men is op zoek naar "zuiverheid" van taalgebruik of naar "beschaafd" taalgebruik, kortom, naar een standaard. Termen als "Standaardnederlands" en het oudere "Algemeen beschaafd Nederlands" geven aan deze wens uitdrukking. 
Waar deze wens vandaan komt, is een vraag die op zichzelf weer onderwerp van debat is. Antwoorden worden gezocht:
- in het onderwijs;
- in de gegroeide traditie van normatieve grammatica's (waarin soms zelfs andere talen, bijvoorbeeld het Latijn, tot norm werden verheven, zoals bij het voorschrijven van het - kunstmatige - gebruik van "hen" en "hun")
- in sociale of sociolinguïstische context. Men wil weten "hoe het hoort", men wil "erbij horen", men wil zijn of haar "sociale status" verbeteren.

De antwoorden waarmee taalautoriteiten, of zij die als zodanig worden beschouwd, aan deze maatschappelijke vraag tegemoetkomen, vormen een onderdeel van de taalpolitiek. De beide uiterste antwoorden zijn: 
- Het advies om je van regels weinig of niets aan te trekken: wie naar eigen inzicht schrijft en spreekt, zou zich, niet gehinderd door het keurslijf van voorschriften, vanzelf wel duidelijk uitdrukken. Doorgaans wordt deze benadering ervaren als chaosbevorderend; zij komt ook niet tegemoet aan de roep om voorschriften.
- Het advies om je zo veel mogelijk aan bepaalde regels te conformeren: grammatica's worden beschouwd als een soort handboeken voor etiquette, en variaties en afwijkingen worden afgewezen als "substandaard".

In de praktijk worden een aantal voorschriften gegeven, het een bindender dan het ander, en met uiteenlopende mate van maatschappelijke aanvaarding. Zo is de standaardspelling van de Nederlandse Taalunie bindend (maar sanctieloos) voorgeschreven voor gebruik door de overheid en binnen het onderwijs. Deze spelling is echter niet voorgeschreven voor het taalgebruik in alle andere situaties. Een ander voorbeeld is Hun hebben: allerwegen wordt dit beoordeeld als fout taalgebruik. In de dagelijkse praktijk van de gesproken taal wordt deze woordcombinatie veelvuldig gebruikt. In de geschreven taal zal men het weinig aantreffen.
De normatieve benadering kent twee aspecten: de prescriptieve en de proscriptieve.

### De prescriptieve benadering
De prescriptieve benadering gaat uit van voorschriften. De Woordenlijst Nederlandse Taal vormt één groot samenstel van spellingvoorschriften; handboeken leggen uit wanneer je "ben vergeten" moet gebruiken, wanneer "heb vergeten", en wat het verschil in gebruik is tussen "hen" en "hun". 

### De proscriptieve benadering
De keerzijde, de proscriptieve benadering, gaat juist uit van verboden. De spelling "konsekwent" is fout, "hun hebben" mag niet, contaminaties, tante betjes en andere stijlfouten worden afgekeurd.

### Oorzaken van de normatieve taalbenadering
De motieven die aan een normatieve taalbenadering ten grondslag liggen, zijn divers. Met name kunnen onderscheiden worden: pedagogie, traditionalisme, conservationisme, uniformisme en logicisme.

#### Pedagogie
Oude Griekse en Latijnse grammatica's hadden tot doel de taal en haar regels zo correct en volledig mogelijk te beschrijven, en de gebruiker daarmee een gids te verschaffen over de vraag welk taalgebruik overeenkomstig de taalregels was, en wat die regels juist schond. Hier vielen descriptieve en normatieve grammatica dus samen: vanuit een beschrijving werd geconstateerd wat blijkbaar juist taalgebruik was.

#### Traditionalisme
Een van de kenmerken van taal is dat zij voortdurend verandert, en dat dit proces niet te stuiten is. Zo kunnen zich onder allerlei invloeden (beïnvloeding door andere talen; het ontstaan van nieuwe begrippen; andere, moeilijker aanwijsbare oorzaken) verandering in de woordenschat en in de zinsbouw voordoen. Toch verzetten vele taalgebruikers zich daartegen. Blijkbaar gaan zij ervan uit dat het traditionele correct is of was, en dat veranderingen dan ook even zovele fouten zijn. Vele voorschriften die in normatieve grammatica's zijn aan te treffen, gaan in wezen terug op taalgebruik dat al decennialang, zo niet langer, in onbruik is geraakt.

#### Conservationisme
Bovenbedoeld conservatisme moet worden onderscheiden van conservationisme. In het laatste geval stelt de grammatica zich tot taak een taal "zuiver" te houden omdat daartoe een dwingende reden wordt gevoeld. Dit komt met name voor bij de beschrijving van dode talen die de dragers zijn van heilige geschriften. Zo'n taal wordt gezien als een onveranderlijke standaard, en corruptie ervan zou de integriteit van het religieuze erfgoed aantasten.

#### Uniformisme
De drang tot uniformiteit in het taalgebruik wordt vooral gestimuleerd door sociale en politieke factoren.
Bij het ontstaan van natiestaten aan het eind van de Middeleeuwen, was er doorgaans een veelheid van regionale dialecten, en een nationale standaard ontbrak. Dit kon zelfs binnen één tekst tot varianten in woordvorm, woordgebruik en zinsbouw leiden. Voor ambtenaren kon dit een probleem opleveren, maar het vormde ook een obstakel voor de eerste uitgevers, die zich voor keuzen gesteld zagen om dergelijke inconsequenties op te lossen. Vaak werd het dominante dialect tot standaard verheven; dominant doordat het de taal was van de universiteiten, van de handel, van het hof of de heersende klasse — vaak een combinatie van al deze.
Hoewel regiolecten (streekvarianten) en sociolecten (sociaal bepaalde varianten) tot op heden bestaan en zeer levend zijn, is de drang tot uniformiteit niet verminderd. Nog steeds is er doorgaans een dominante taalvariant die als de juiste wordt beschouwd, die tot norm wordt verheven. Zo kan het gebeuren dat deze norm in werkelijkheid het taalgebruik van een minderheid vertegenwoordigt, waaraan een grote en heterogene meerderheid zich denkt (of hoopt) te conformeren.

#### Logicisme
De logische benadering probeert weer een geheel andere norm in te voeren: die van de logica. Deze benadering is zo oud als Aristoteles: omdat hij vond dat taal logisch "hoorde" te zijn, voerde hij concepten uit de logica in in de taalbeschrijving. Zo werden de zinsdelen "subject" en "predicaat" tegenover elkaar gesteld. De grammatica, voor de taak gesteld de zinsbouwbeschrijving (de syntaxis) in dit keurslijf te dwingen, heeft zich eeuwenlang in bochten gewrongen om het onderscheid toe te passen. In vele gevallen lukt dit niet op bevredigende wijze.

### Kritiek op de normatieve benadering
Tegen de normatieve benadering is een aantal punten van kritiek in te brengen, deels uit wetenschappelijke hoek en gebaseerd op de inzichten van de taalkunde.
- Taalgebruik valt niet bij kracht van wet op te leggen (zij het dat de spelling daarop, deels, een uitzondering vormt).
- Daarbij komt dat mensen vaak denken dat zij een bepaalde taalvorm bezigen, terwijl dat in de praktijk in het geheel niet het geval is (velen beweren dat zij het woord "het" uitspreken als /hεt/, of dat zij de -n van de onbepaalde wijs uitspreken: in werkelijkheid zeggen zij /ət/, niet /hεt/; en /makə/, niet /makən/; de /ə/ is een toonloze "e").
- Geen enkele taalgebruiker beheerst de gehele taal: iedereen gebruikt een bepaald segment van de taal, en dat segment, het idiolect, is voor iedereen anders. Dit beperkte blikveld maakt de taalgebruiker, zeker de ongeschoolde, weinig geschikt om regels met kracht van wet te formuleren.
- Tegenwoordig wordt allerwegen ingezien dat taal en logica niet met elkaar gelijk te stellen zijn. Het bezwaar dat bepaalde taaluitingen "niet logisch", of "in strijd met de logica", zouden zijn, wordt voornamelijk nog door niet-taalkundigen gebruikt. Taalkundig heeft het weinig waarde: taal is geen logica.
- De normatieve grammatica beperkt zich vaak tot afzonderlijke, gemakkelijk te benaderen verschijnselen, vaak gevallen die als "probleem" of als "twijfelgeval" worden beschouwd. Zij doet echter, anders dan de descriptieve grammatica, geen poging een totaal, integraal beeld van de taal te geven en van de regels waaraan die taal in werkelijkheid voldoet. Hierin verschilt de moderne normatieve grammatica van die uit de klassieke Oudheid, die, zoals wij zagen, tegelijkertijd descriptief was.
- De normatieve grammatica beschrijft de taal van een minderheid, en geeft voorschriften die op dat minderheidsgebruik zijn gebaseerd. Het verschil tussen spreek- en schrijftaal wordt vaak genegeerd. Ook heeft zij geen aandacht voor het bestaan van varianten zoals die naar regio, sociale groep of gesprekssituatie.

### Compromis
De normatieve grammatica beantwoordt dus enerzijds aan een breed gevoelde behoefte aan voorschriften bij de taalgebruiker: wat moet als "correct", "beschaafd" taalgebruik worden opgevat en nagestreefd? Anderzijds is de praktijk weerbarstig, laat zij grote variaties in taalgebruik zien en daaruit voortvloeiende verschillen van opvatting over wat dat dan eigenlijk is, dat "correct" of "beschaafd" taalgebruik.
In de praktijk leidt dit tot een breed geaccepteerd compromis, dat ook als consensus dienst kan doen. Sommige taalvormen worden als fout ervaren. Andere taalvormen zijn alternatief inzetbaar of zijn bruikbaar, maar afhankelijk van de situatie.